# Hjørring Vestbanegård
| Strecke                                                             |  | Bahnstrecke Hjørring–Hirtshals von Hirtshals   | Bahnstrecke Hjørring–Hirtshals von Hirtshals   |
| Abzweig geradeaus und von rechts                                    |  | Hjørring–Løkken–Aabybro Jernbane von Løkken    | Hjørring–Løkken–Aabybro Jernbane von Løkken    |
| Bahnhof                                                             |  | Hjørring Vestbanegård                          | Hjørring Vestbanegård                          |
| Strecke · Strecke von links · Bahnhof quer                          |  | Hjørring / Bahnstrecke Frederikshavn–Aalborg   | Hjørring / Bahnstrecke Frederikshavn–Aalborg   |
| Abzweig geradeaus und von links · Abzweig geradeaus und nach rechts |  |                                                |                                                |
| Strecke nach links · Kreuzung geradeaus unten                       |  | Hjørring–Hørby Jernbane nach Hørby             | Hjørring–Hørby Jernbane nach Hørby             |
| Strecke                                                             |  | Bahnstrecke Frederikshavn–Aalborg nach Aalborg | Bahnstrecke Frederikshavn–Aalborg nach Aalborg |

| Strecke (außer Betrieb)                                             |  | Bahnstrecke Hjørring–Hirtshals von Hirtshals     | Bahnstrecke Hjørring–Hirtshals von Hirtshals     |
| Abzweig geradeaus und von rechts (Strecke außer Betrieb)            |  | Hjørring–Løkken–Aabybro Jernbane von Løkken      | Hjørring–Løkken–Aabybro Jernbane von Løkken      |
| Betriebsstelle Strecke bis hier außer Betrieb                       |  | Hjørring Vestbanegård                            | Hjørring Vestbanegård                            |
| Strecke · Strecke von links · Bahnhof quer                          |  | Hjørring / Bahnstrecke Frederikshavn–Aalborg     | Hjørring / Bahnstrecke Frederikshavn–Aalborg     |
| Abzweig geradeaus und von links · Abzweig geradeaus und nach rechts |  |                                                  |                                                  |
| Abzweig geradeaus und nach rechts · Strecke                         |  | Bahnstrecke Hjørring–Hirtshals nach Hirtshals    | Bahnstrecke Hjørring–Hirtshals nach Hirtshals    |
| Strecke · Strecke                                                   |  | und Hjørring–Løkken–Aabybro Jernbane nach Løkken | und Hjørring–Løkken–Aabybro Jernbane nach Løkken |
| Strecke nach links · Kreuzung geradeaus unten                       |  | Hjørring–Hørby Jernbane nach Hørby               | Hjørring–Hørby Jernbane nach Hørby               |
| Strecke                                                             |  | Bahnstrecke Frederikshavn–Aalborg nach Aalborg   | Bahnstrecke Frederikshavn–Aalborg nach Aalborg   |

Hjørring Vestbanegård (deutsch Hjørring Westbahnhof) war ein Bahnhof in der dänischen Stadt Hjørring. Das Gebäude wurde von Sylvius Knutzen entworfen.

## Geschichte
Der Bahnhof wurde 1913 als Betriebsmittelpunkt für die Hjørring–Løkken–Aabybro Jernbane und die Hjørring–Hørby Jernbane gebaut, die von ihrer Inbetriebnahme im gleichen Jahr an gemeinsam den Betrieb führten. 1925 kam die Hirtshalsbane hinzu.
Der Bahnhof hatte vier Durchgangsgleise, die alle Gesellschaften nutzten. Die Gleise nach Norden führten nach Løkken und Hirtshals, nach Süden wurde Hørby erreicht. Darüber hinaus gab es Lager mit Ladegleisen, Reparatur- und Abstellgleise, Werkstätten, Maschinenlager und die Hauptverwaltung.
Eine Verbindung mit dem Staatsbahnhof der Danske Statsbaner bestand über ein Gleis, das bereits vor dem Westbahnhof Richtung Osten abzweigte.

## Umbau
1939 bekam die Bahnstrecke Hjørring–Hirtshals mit dem Schnellzug Nordpilen eine internationale Zugverbindung, die die Strecke Hirtshals/Frederikshavn–Flensburg befuhr. Da die Weiterfahrt nach Hirtshals nur mit einer umständlichen Sägezahnfahrt möglich war, war dies der Auslöser für die Privatbahn, in Zukunft den Bahnhof Hjørring der DSB statt den eigenen Westbahnhof zu benutzen.
Nach erheblichen Umbaumaßnahmen fuhren die Züge nach Hørby ab dem 19. Mai 1942 vom Staatsbahnhof ab. Die Züge nach Løkken folgten ab dem 11. August 1942 und ab dem 3. Oktober 1942 konnten die Züge nach Hirtshals über den Staatsbahnhof geführt werden. Dabei wurde das ehemalige Verbindungsgleis als Zufahrt vom Staatsbahnhof aus Richtung Westen genutzt. Die Züge nach Løkken und Hirtshals umfuhren die Stadt auf der Westseite auf einer Neubaustrecke, die sich nach etwa 1,5 Kilometer teilte. Die Strecke nach Løkken mündete etwa bei km 2,0, die nach Hirtshals bei km 3,0 in die jeweilige alte Streckenführung ein.
Anschließend wurde der Vestbanegård als Bahnhof geschlossen und stillgelegt. Die Werkstätten der Privatbahnen blieben weiterhin in Betrieb. Auf dem überflüssigen Bahndamm zwischen Åstrupvej und Løkkensvej wurde die Straße Banegraven angelegt.
Das Bahnhofsgebäude stand am Ende der Straße, die immer noch Vestbanegade heißt. 1973 brannte der Dachboden des Bahnhofes. Das Gebäude wurde danach abgerissen. Heute steht an seiner Stelle ein Supermarkt.